# Tommy and the Whooping Cough
Tommy and the Whooping Cough è un cortometraggio muto del 1912 diretto da Frank Wilson.
Non si conoscono altri dati del film che, prodotto dalla Hepworth, fu distrutto nel 1924 dallo stesso produttore. Cecil M. Hepworth, in gravi difficoltà finanziarie, giunse a tanto per poter recuperare il nitrato d'argento della pellicola.

## Trama
La famiglia pensa che Tommy si sia preso la pertosse.

## Produzione
Il film fu prodotto dalla Hepworth.

## Distribuzione
Distribuito dalla Hepworth, il film - un cortometraggio di 137,16 metri - uscì nelle sale cinematografiche britanniche nel maggio 1912.